# Tricyclusa
Tricyclusa is een geslacht van neteldieren uit de familie van de Tricyclusidae.

## Soort
- Tricyclusa singularis (Schulze, 1876)